# Bembrops gobioides
Bembrops gobioides is een  straalvinnige vissensoort uit de familie van baarszalmen (Percophidae). De wetenschappelijke naam van de soort is voor het eerst geldig gepubliceerd in 1880 door Goode.